# Samolubie
Samolubie (deutsch Lauterhagen) ist ein Dorf in der polnischen Woiwodschaft Ermland-Masuren. Es gehört zur Gmina Kiwity (Landgemeinde Kiwitten) im Powiat Lidzbarski (Kreis Heilsberg).
|  |

## Geographische Lage
Samolubie liegt ostseits der Alle (polnisch Łyna) im nördlichen Westen der Woiwodschaft Ermland-Masuren, zwölf Kilometer nordöstlich der Kreisstadt Lidzbark Warmiński (deutsch Heilsberg).

## Geschichte
Lauterhagen wurde im Zeitraum 1333 bis 1342 als ein mittelgroßes Dorf gegründet.
Im Jahre 1874 wurde die Landgemeinde Lauterhagen in den neu errichteten Amtsbezirk Roggenhausen (polnisch Rogóż) eingegliedert. Dieser war Teil des ostpreußischen Kreises Heilsberg im Regierungsbezirk Königsberg.
385 Einwohner waren im Jahre 1910 in Lauterhagen gemeldet. Ihre Zahl stieg bis zum Jahre 1933 auf 407 und belief sich im Jahre 1939 auf 437.
Im Zusammenhang der Abtretung des gesamten südlichen Ostpreußen in Kriegsfolge im Jahre 1945 an Polen erhielt Lauterhagen die polnische Namensform „Samolubie“. Heute ist der Ort eine Ortschaft innerhalb der Gmina Kiwity (Landgemeinde Kiwitten) im Powiat Lidzbarski (Kreis Heilsberg), von 1975 bis 1998 der Woiwodschaft Olsztyn, seither der Woiwodschaft Ermland-Masuren zugehörig. Im Jahre 2021 zählte Samolubie 305 Einwohner.

## Religion

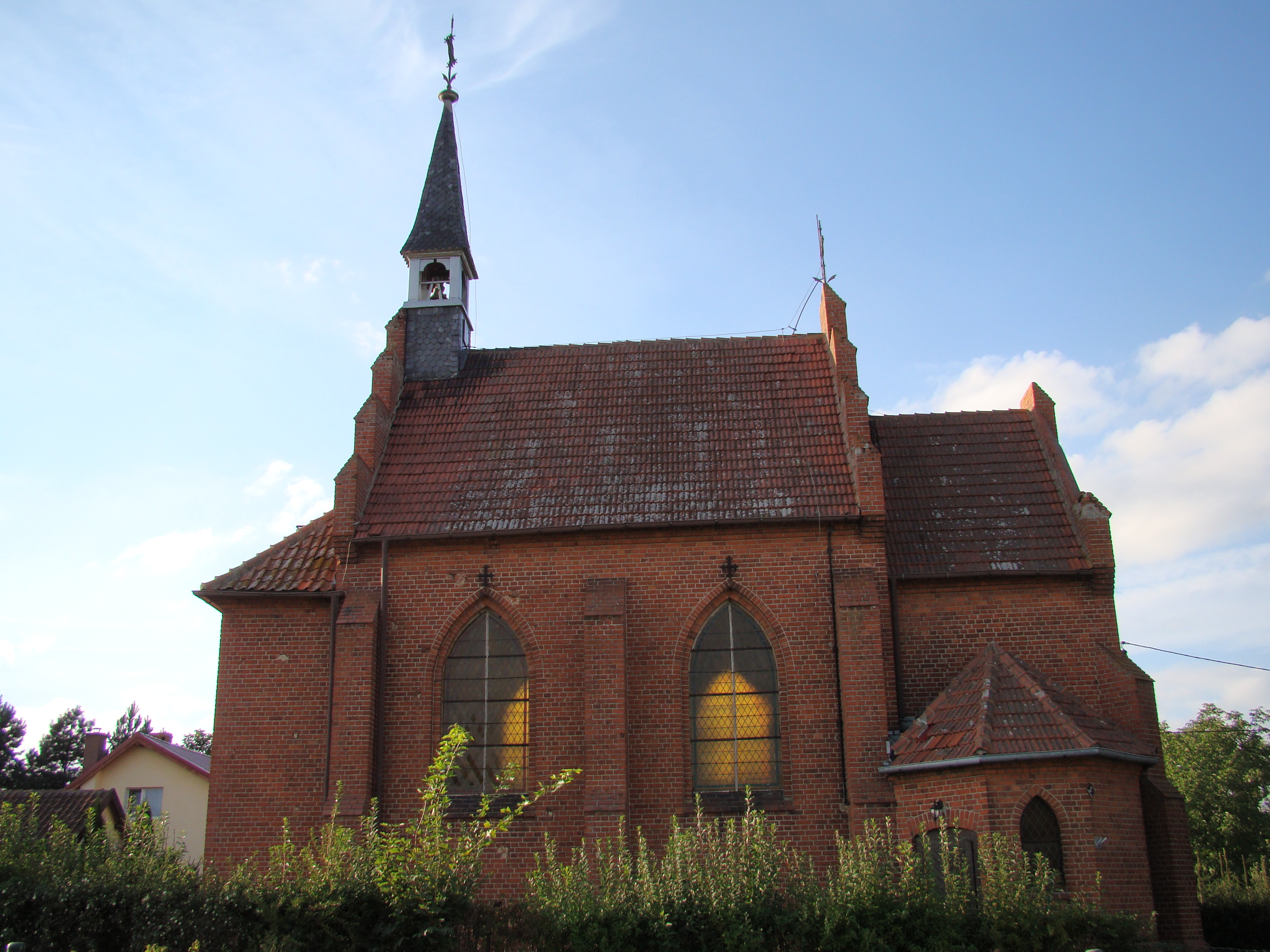
Kirche St. Adalbert in Samolubie

Zu Beginn des 20. Jahrhunderts wurde in Lauterhagen eine Kapelle gebaut. Sie wurde später zu einer Kirche erweitert. Das dem Hl. Adalbert geweihte Gotteshaus ist eine Filialkirche der römisch-katholischen Pfarrei Krekole (Krekollen), die heute zum Dekanat Lidzbark Warmiński (Heilsberg) im Erzbistum Ermland gehört.
Seitens der evangelischen Kirche gehörte Lauterhagen bis 1945 zur Pfarrkirche Heilsberg in der Kirchenprovinz Ostpreußen der Kirche der Altpreußischen Union. Heute sind die evangelischen Einwohner von Samolubie der Diözese Masuren der Evangelisch-Augsburgischen Kirche in Polen zugeordnet.

## Verkehr
Straße:
Samolubie liegt an der verkehrsreichen polnischen Landesstraße 51 (im Abschnitt der einstigen deutschen Reichsstraße 142), die die heutige russisch-polnische Staatsgrenze und EU-Außengrenze mit den Woiwodschaftshauptstadt Olsztyn (Allenstein) verbindet und als Schnellstraße S 51 weiter bis nach Olsztynek führt. Zwei lokale Nebenstraßen stellen eine Verbindung nach Kiwity (Kiwitten) und nach Kotowo (Katzen) her.
Schiene:
„Lauterhagen (Ostpreußen)“ resp. Samolubie war von 1916 bis 1992 eine Bahnstation. Sie lag zuletzt an der von der Polnischen Staatsbahn (PKP) Bahnlinie 255: Lidzbark Warmiński–Bartoszyce, die vor 1945 von Heilsberg über Bartenstein nach Friedland (heute russisch Prawdinsk) und weiter bis Wehlau (Snamensk) verlief. Die Bahnstrecke wurde aufgegeben, und ihre Anlagen auf polnischem Gebiet sind demontiert.